# 馬象乾
馬象乾（1549年—？），字體良，廣東廣州府連州軍籍，江西吉安府泰和縣人，明朝政治人物。

## 生平
嘉靖四十年（1561年）辛酉科廣東鄉試第三名舉人，萬曆五年（1577年）中式丁丑科會試第五名，二甲第五十五名進士。選翰林院庶吉士，任河南道監察御史，十六年冬十一月彈劾大學士申時行阿縱東廠太監張鯨，被下鎮撫司打問。後釋放復職，十八年巡按福建，以病請求回籍，十九年八月提督南直隸學校。

## 家族
曾祖馬明；祖父馬應祥；父馬元東，母黃氏。具慶下。